# Tomás López Enguídanos

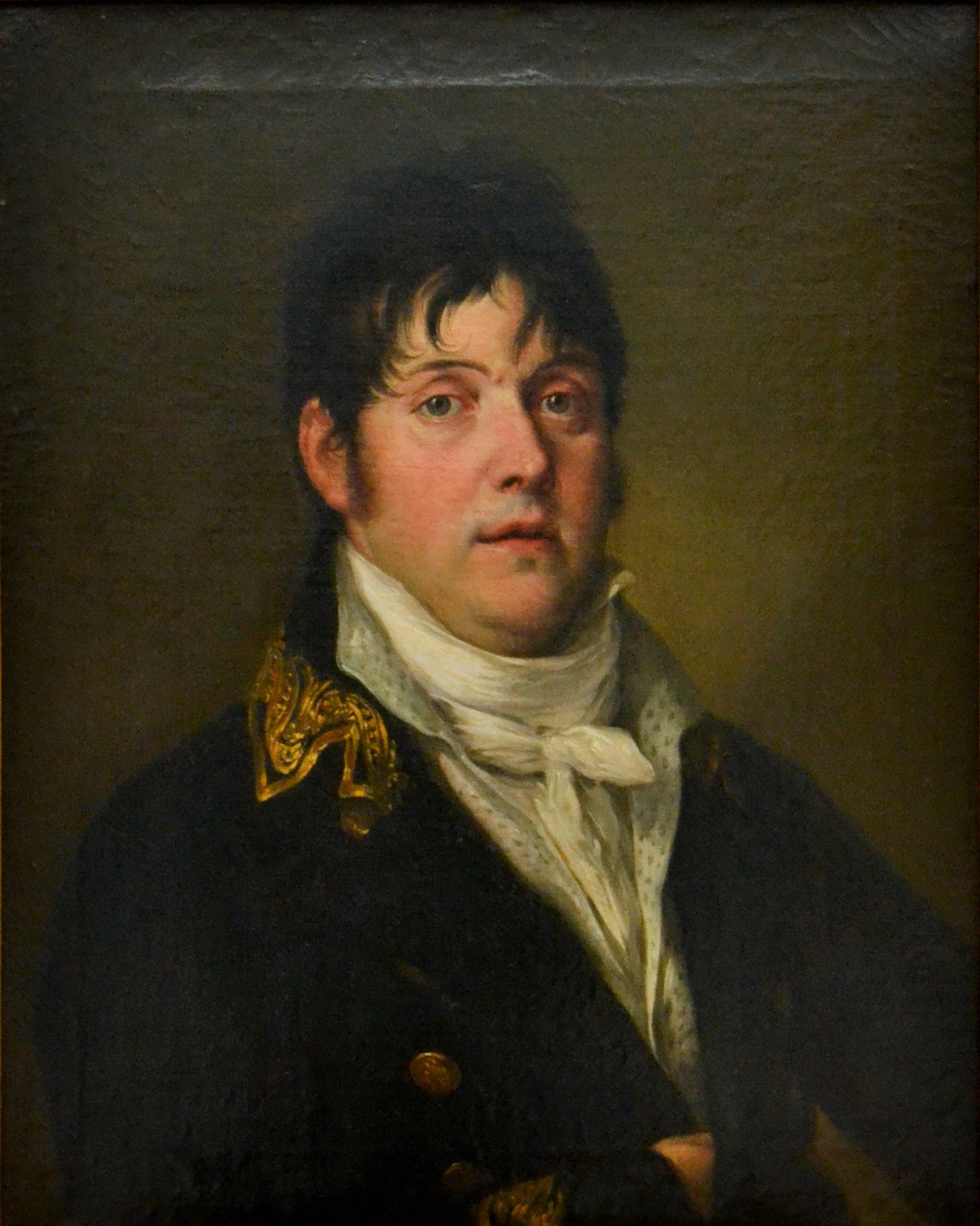
Tomás López Enguídanos, por Vicente López Portaña. Ca. 1810. (Museo de Bellas Artes de Valencia).

Tomás López Enguídanos (Valencia, 21 de diciembre de 1773–Madrid, 1814) fue un grabador calcográfico español, hermano de los también grabadores José y Vicente López Enguídanos y sobrino de Joseph Ortiz y Sanz por su matrimonio con Josefa Ortiz y Argues.

## Biografía
Inició sus estudios en Madrid en la Real Academia de Bellas Artes de San Fernando, donde aparece matriculado ya en mayo de 1786. En 1802 fue nombrado académico de mérito de esa institución, ejecutando para su admisión el retrato de Juan Bernabé Palomino por pintura de Antonio González Ruiz. En 1804 fue nombrado grabador de cámara honorario (con sueldo desde marzo de 1808). En esta función realizó los retratos de Fernando VII por Vicente López y el ecuestre de Manuel Godoy según un dibujo de José Ribelles. El mismo año fue elegido también académico de mérito de la Academia de San Carlos de Valencia y en 1813 de la mexicana de igual título. Falleció en Madrid el 5 de octubre de 1814.

## Obra

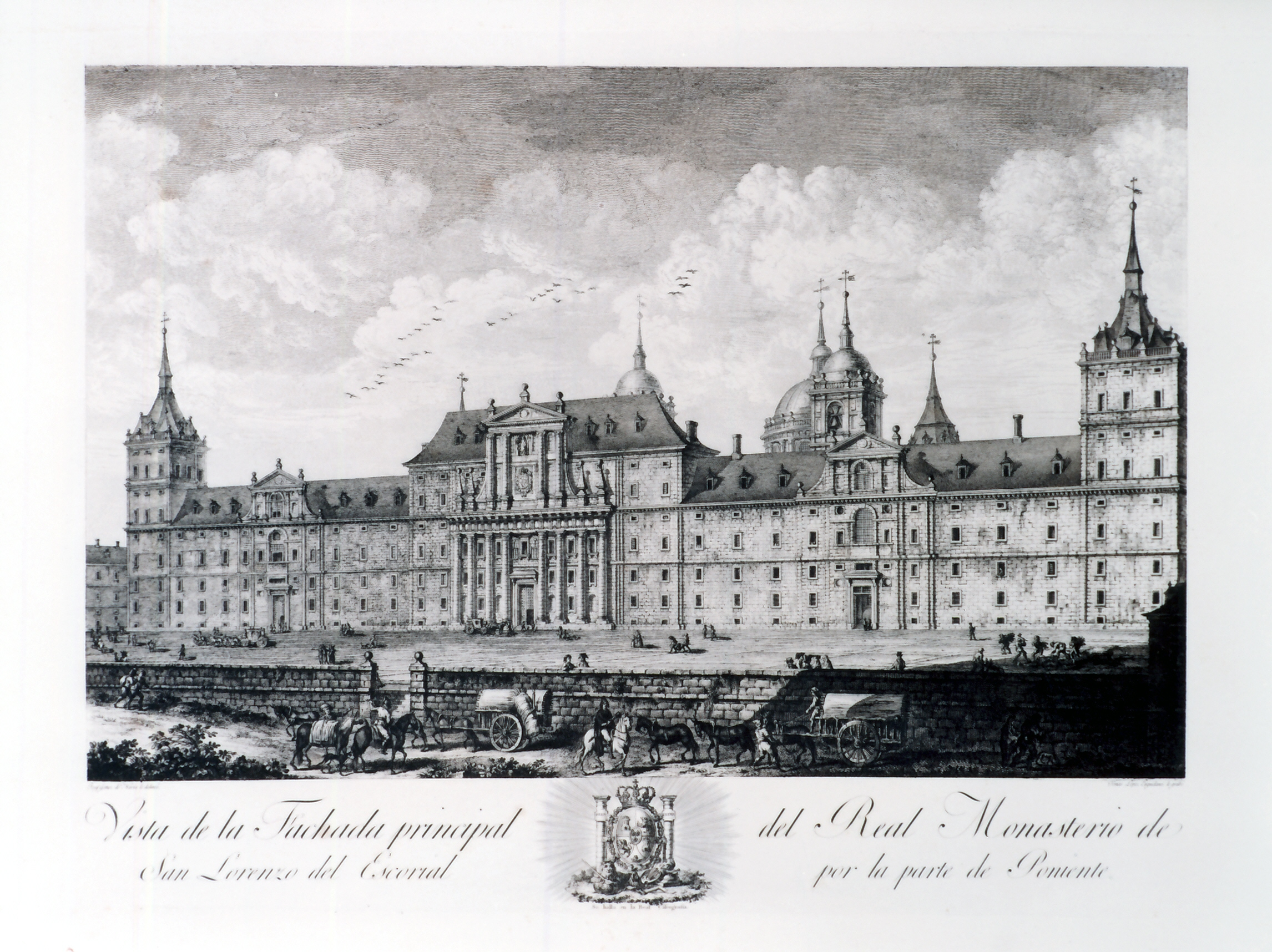
Vista de la fachada principal del Real Monasterio de San Lorenzo del Escorial por la parte de Poniente, hacia 1800, dibujo de José Gómez de Navia.

López Enguídanos realizó algunas estampas sueltas, como las siete Vistas del Monasterio de San Lorenzo del Escorial ejecutadas hacia 1800-1807 por dibujos de José Gómez de Navia, la titulada María Luisa de Borbón en el templo de la Gloria (1807), o la Caridad romana sobre una pintura de Murillo (1809), pero es en la ilustración de libros donde se encuentra el grueso de su abundante obra. Tuvo una participación destacada en los distintos proyectos de la Real Calcografía editados en Madrid por la Imprenta Real, como las Vistas de los puertos de España (1785), para las que proporcionó la vista del puerto de Cádiz, Los cuatro libros de la arquitectura de Andrea Palladio (1797) o las obras botánicas de Antonio José Cavanilles: Icones et descriptiones plantarum, quae aut sponte in hispania crescunt, aut in hortis hospitantur (1791-1801), Observaciones sobre la Historia Natural del Reino de Valencia (1795-1797) y el Hortus Botanicus (1804), de cuya dirección se encargó por nombramiento de Cavanilles, pero que quedó sin publicar tras abrirse no menos de ochenta y seis láminas.
Para la serie de los Retratos de los españoles ilustres con un epítome de sus vidas, ambiciosa empresa llevada a cabo por la Imprenta Real y la Calcografía Nacional entre 1791 y 1819, proporcionó los retratos de Diego García de Paredes y Pablo de Céspedes, trazados sobre dibujos de José Maea, y el del padre Bartolomé de las Casas, por dibujo de su hermano José.
Participó también con dieciséis planchas en la edición del Quijote de 1797, incluyendo el retrato de Cervantes que precede al estudio de su obra, de nuevo sobre un dibujo de su hermano José. Otras diez planchas con episodios del Quijote, sobre dibujos de José Ribelles, ilustraron la posterior edición hecha en la misma Imprenta Real en 1819, tras la muerte del grabador, fieles al texto cervantino pero artísticamente mediocres.
Tomás López Enguídanos es también el autor de las primeras estampas dedicadas al Dos de Mayo, en las que recogía en cuatro grabados los episodios centrales del drama vivido por el pueblo de Madrid: el alzamiento popular frente al Palacio Real, la defensa del Parque de Artillería por Daoiz y Velarde, el enfrentamiento con las tropas francesas en la Puerta del Sol y los fusilamientos en el Prado, dando en todos ellos amplia participación al elemento popular como protagonista del levantamiento. Las estampas fueron ejecutadas probablemente a mediados de 1813 pues la Gaceta de Madrid del 11 de junio de ese año informaba del proyecto con el que se recuperaba otro anterior, de noviembre de 1808, y los dibujos podrían ser del propio grabador, que firma la estampa del levantamiento popular frente al Palacio Real T. L. Enguídanos inv. t., aunque también se ha apuntado la participación en ellos de Vicente López. Sin embargo, tanto la fecha como el autor de los dibujos han sido objeto de controversia, atribuyéndose en alguna ocasión los diseños a José Ribelles, que firma como dibujante una copia posterior, grabada por Alejandro Blanco y Assensio, o al arquitecto de la Villa de Madrid Ángel Monasterio, presumiéndose en este caso que hubieran podido adornar el cenotafio erigido en 1811 por los madrileños refugiados en Cádiz con ocasión del tercer aniversario de los sucesos conmemorados.